# Бабаев, Рауф Юсиф оглы
Ра́уф Юси́ф оглы́ Баба́ев (азерб. Rauf Yusif oğlu Babayev, 30 декабря 1937, Ленинакан — 27 марта 2020, Баку) — азербайджанский эстрадный певец, солист популярного в 1960—1980-х годах вокального квартета «Гая». Народный артист Азербайджана (2006). Персональный пенсионер Азербайджана (2005).

## Биография
Рауф Бабаев родился 30 декабря 1937 года в городе Ленинакан (ныне Гюмри) Армянской ССР в семье начальника станции. Учился в бакинской средней школе №8. В 1956 году окончил Бакинское музыкальное училище им. А. Зейналлы, где впервые увлёкся джазом и познакомился с будущими товарищами по квартету «Гая». В 1962 году окончил Азербайджанскую государственную консерваторию по классу ударных инструментов.
В ранние годы работал музыкантом и вокалистом в Азербайджанском государственном русском драматическом театре, Азербайджанском государственном эстрадно-симфоническом оркестре и в Азербайджанской государственной филармонии, выступал с джазовыми концертами.
В 1965 году по приглашению Мурада Кажлаева вместе с группой азербайджанских артистов уехал в Махачкалу, где стал солистом организованного при Дагестанской филармонии вокально-инструментального ансамбля «Гуниб». Осенью того же года коллектив возвратился в Баку, где продолжил выступать под названием «Гая».
После более, чем двадцати лет бурной творческой деятельности и успешного участия в конкурсах и фестивалях, квартет распался. Бабаев стал художественным руководителем уже нового состава ансамбля и одновременно преподавал в музыкальной школе имени Леопольда и Мстислава Ростроповичей.
С 2003 до 2020 года являлся руководителем детского вокального ансамбля «Бери бах».
В 1978 году получил звание Заслуженного артиста Азербайджанской ССР, в 2006 году — Народного артиста Азербайджана.
В 2016 году удостоен Ордена «Слава».
Умер в Баку 27 марта 2020 года.